# Metaphrenon
Metaphrenon is een kevergeslacht uit de familie van de boktorren (Cerambycidae). De wetenschappelijke naam van het geslacht werd voor het eerst geldig gepubliceerd in 1975 door Martins.

## Soorten
Metaphrenon omvat de volgende soorten:
- Metaphrenon impressicolle (Lacordaire, 1869)
- Metaphrenon lucidum (Olivier, 1795)